# 1995 en bande dessinée
| Années de la bande dessinée : 1992 - 1993 - 1994 - 1995 - 1996 - 1997 - 1998    |
| Décennies de la bande dessinée : 1960 - 1970 - 1980 - 1990 - 2000 - 2010 - 2020 |

Cet article présente les faits marquants de l'année 1995 en bande dessinée.

## Événements
- 26 au 28 janvier : 22e Festival international de la bande dessinée d'Angoulême : Festival d'Angoulême 1995.
- 13 et 14 mai : 2e Festival de bande dessinée de Perros-Guirec.
- 25 au 27 août : 7e Festival de Solliès-Ville
- 31 décembre : Bill Watterson publie le dernier strip de Calvin et Hobbes.

## Nouveaux albums
Voir aussi : Albums de bande dessinée sortis en 1995

### Franco-belge
| Sortie    | Titre | Scénariste                          | Dessinateur                           | Coloriste    | Éditeur                 |
| --------- | --- | ----------------------------------- | ------------------------------------- | ------------ | ----------------------- |
| janvier   | Clifton no 16 : Le baiser du cobra                                                                                       | Bédu                                | Bédu                                  |              | Le Lombard              |
| janvier   | Johan et Pirlouit no 15 : Les Troubadours de Roc-à-Pic                                                                   | Thierry Culliford - Yvan Delporte   | Alain Maury                           |              | Le Lombard              |
| janvier   | Donnington no 3 : Le mort dans l'île                                                                                     | Philippe Richelle                   | Jean-Yves Delitte                     |              | Hélyode                 |
| janvier   | Oknam no 3 : Requiem blanc                                                                                               | Pascal Renard                       | Benoît Roels                          |              | Dargaud                 |
| janvier   | Le soleil des loups no 3 : Saisons voraces                                                                               | Eric Gratien                        | Arthur Qwak                           |              | Vents d'Ouest           |
| janvier   | Jim Cutlass no 4 : Tonnerre au Sud                                                                                       | Jean Giraud                         | Christian Rossi                       |              | Casterman               |
| janvier   | Pin-Up no 2 : Poison Ivy                                                                                                 | Yann                                | Philippe Berthet                      |              | Dargaud                 |
| janvier   | Poupée d'ivoire no 5 : Le roi des singes                                                                                 | Franz                               | Franz                                 |              | Glénat                  |
| janvier   | Être libre no 3 : Les voleurs de chevaux                                                                                 | Marc Bourgne                        | Marc Bourgne                          |              | Dargaud                 |
| janvier   | Comanche no 13 : Le Carnaval sauvage                                                                                     | Greg                                | Michel Rouge                          |              | Dargaud                 |
| janvier   | Vanity Benz no 1 : Cuba-Cola                                                                                             | Didier Van Cauwelaert               | Franck Bonnet                         |              | Dargaud                 |
| janvier   | Tif et Tondu no 42 : L'assassin des trois villes sœurs                                                                   | Denis Lapière                       | Alain Sikorski                        |              | Dupuis                  |
| janvier   | Michel Vaillant no 58 : Paddock                                                                                          | Philippe Graton                     | Jean Graton                           |              | Graton éditeur          |
| janvier   | Les Chemins de Malefosse no 8 : L'herbe d'oubli                                                                          | Daniel Bardet                       | François Dermaut                      |              | Glénat                  |
| janvier   | Masquerouge no 6 : Le nid des étourneaux                                                                                 | Patrick Cothias                     | Marco Venanzi                         |              | Glénat                  |
| février   | Mélusine no 1 : Sortilèges                                                                                               | François Gilson                     | Clarke                                |              | Dupuis                  |
| février   | Les Femmes en blanc no 13 : En voie de disparition                                                                       | Raoul Cauvin                        | Philippe Bercovici                    |              | Dupuis                  |
| février   | Trent no 4 : La vallée de la peur                                                                                        | Rodolphe                            | Léo                                   |              | Dargaud                 |
| février   | Les Petits Hommes no 31 : Tchakakahn                                                                                     | Seron                               | Seron                                 |              | Dupuis                  |
| février   | Carland Cross (bande dessinée) no 5 : Le mystère du Loch Ness (2)                                                        | Michel Oleffe                       | olivier Grenson                       |              | Lefrancq                |
| février   | Léo Loden no 6 : Pizza aux pruneaux                                                                                      | Christophe Arleston                 | Serge Carrère                         |              | Glénat                  |
| février   | Le Fils du Grimacier One shot                                                                                            | Mathieu Gallié                      | Guillaume Sorel                       |              | Vents d'Ouest           |
| février   | ElfQuest : Le Pays des elfes no 18 : Le Trésor                                                                           | Wendi Pini                          | Wendi Pini                            |              | Vents d'Ouest           |
| février   | Cupidon no 7 : Un amour de gorille                                                                                       | Raoul Cauvin                        | Malik                                 |              | Dupuis                  |
| février   | L'Épervier no 2 : Le rocher du crâne                                                                                     | Patrice Pellerin                    | Patrice Pellerin                      |              | Dupuis                  |
| mars      | Bob Morane no 48 : Un parfum d'Ylang-Ylang                                                                               | Henri Vernes                        | Coria                                 |              | Le Lombard              |
| mars      | Sophie no 20 : Le tombeau des glyphes                                                                                    | Jidéhem                             | Jidéhem                               |              | Dupuis                  |
| mars      | Double M no 4 : Les pions de Mr K.                                                                                       | Pascal Roman                        | Félix Meynet                          |              | Dargaud                 |
| mars      | Nino no 3 : Le grand dragon                                                                                              | Hector Leemans                      | Dirk Stallaert                        |              | Le Lombard              |
| mars      | Martin Milan (deuxième série) no 12 : Le cocon du désert                                                                 | Christian Godard                    | Christian Godard                      |              | Dargaud                 |
| mars      | XIII no 11 : Les trois montres d'argent                                                                                  | Jean Van Hamme                      | William Vance                         |              | Dargaud                 |
| mars      | Rourke no 4 : Tigre d'avril                                                                                              | Paul-Loup Sulitzer - Marcel Rouffa  | Marvano                               |              | Dupuis                  |
| avril     | Les Voyageurs no 1 : Athabasca                                                                                           | Bran McLeod                         | Kas                                   |              | Le Lombard              |
| avril     | Mort à outrance One shot                                                                                                 | Thomas Mosdi                        | Guillaume Sorel                       |              | Vents d'Ouest           |
| avril     | Du côté de chez Pojeno 6 : Un monde flou, flou, flou                                                                     | Raoul Cauvin                        | Louis-Michel Carpentier               |              | Dupuis                  |
| avril     | Biggles Archives Tome 1 : Biggles dans la jungle - Biggles en Extrême-Orient                                             | Willy Vandersteen                   | Willy Vandersteen                     |              | Lefrancq                |
| avril     | Madila no 4 : Zelda et moi                                                                                               | Chantal De Spiegeleer               | Chantal De Spiegeleer                 |              | Le Lombard              |
| avril     | Jeannette Pointu no 9 : Les femmes girafes                                                                               | Marc Wasterlain                     | Marc Wasterlain                       |              | Dupuis                  |
| avril     | Lanfeust de Troy no 2 : Thanos l'incongru                                                                                | Christophe Arleston                 | Didier Tarquin                        |              | Soleil Productions      |
| avril     | Les Formidables Aventures de Lapinot no 4 : Blacktown                                                                    | Lewis Trondheim                     | Lewis Trondheim                       |              | Dargaud                 |
| avril     | Plume aux vents no 1 : La folle et l'assassin                                                                            | Patrick Cothias                     | André Juillard                        |              | Dargaud                 |
| avril     | L'intégrale des pieds nickelés Tome 21 : Sur Beta 2 - Organisateurs de voyages en tous genres - Policiers de la route    | René Pellos                         | René Pellos                           |              | Vents d'Ouest           |
| avril     | Pauvre Lampil no 7 : La défense des os primés                                                                            | Raoul Cauvin                        | Lambil                                |              | Dupuis                  |
| mai       | Pierre Tombal no 12 : Os courent                                                                                         | Raoul Cauvin                        | Marc Hardy                            |              | Dupuis                  |
| mai       | Papyrus no 18 : L'œil de Ré                                                                                              | Lucien De Gieter                    | Lucien De Gieter                      |              | Dupuis                  |
| mai       | Rosa thuringae no 2 : La mille et unième fleur                                                                           | Éric Boisset                        | Christine Oudot                       |              | Vents d'Ouest           |
| mai       | Les Innommables no 4 : Ching Soao                                                                                        | Yann                                | Didier Conrad                         |              | Dargaud                 |
| mai       | Julien Boisvert no 4 : Charles                                                                                           | Dieter                              | Michel Plessix                        |              | Delcourt                |
| mai       | Vanity Benz no 2 : L'enfant qui dirigeait la terre                                                                       | Didier Van Cauwelaert               | Franck Bonnet                         |              | Dargaud                 |
| mai       | L'Incal : John Difool avant l'Incal : no 6 : Suicide allée                                                               | Alejandro Jodorowsky                | Zoran Janjetov                        |              | Les Humanoïdes Associés |
| mai       | Victor Sackville no 10 : La cigogne noire                                                                                | François Rivière - Gabrielle Borile | Francis Carin                         |              | Le Lombard              |
| mai       | Kucek no 2 : Kanchack le Fourbe                                                                                          | Georges Abolin                      | Olivier Pont                          |              | Vents d'Ouest           |
| mai       | Harry Dickson no 3 : Les amis de l'enfer                                                                                 | Richard D. Nolane                   | Olivier Roman                         |              | Soleil Productions      |
| mai       | Hispañola no 1 : Le Sérum                                                                                                | Fabrice Meddour                     | Fabrice Meddour                       |              | Vents d'Ouest           |
| mai       | Jeremiah no 18 : Ave Caesar                                                                                              | Hermann                             | Hermann                               |              | Dupuis                  |
| mai       | Finkel no 2 : Océane | Didier Convard                      | Gine                                  |              | Delcourt                |
| mai       | Benoît Brisefer no 9 : L'île de la désunion                                                                              | Thierry Culliford - Pascal Garray   | Pascal Garray                         |              | Le Lombard              |
| mai       | Aria no 17 : La vestale de Satan                                                                                         | Michel Weyland                      | Michel Weyland                        |              | Dupuis                  |
| mai       | Celui qui est né deux fois : Red Road no 6 : Bad Lands                                                                   | Derib                               | Derib                                 |              | Le Lombard              |
| mai       | Les Tuniques bleues no 37 : Duel dans la Manche                                                                          | Raoul Cauvin                        | Lambil                                |              | Dupuis                  |
| mai       | ElfQuest : Le Pays des elfes no 19 : A l'assaut du trône                                                                 | Richard Pini                        | Richard Pini                          |              | Vents d'Ouest           |
| juin      | Largo Winch no 6 : 'Dutch connection                                                                                     | Jean Van Hamme                      | Philippe Francq                       |              | Dupuis                  |
| juin      | Aldébaran no 2 : La blonde                                                                                               | Léo                                 | Léo                                   |              | Dargaud                 |
| juin      | Rubine no 3 : Le second témoin                                                                                           | Mythic                              | Dragan de Lazare - François Walthéry  |              | Le Lombard              |
| juin      | La rose de Jéricho no 1 : Premier jour                                                                                   | Michel Gibrat                       | Michel Gibrat                         |              | Vents d'Ouest           |
| juin      | Le Roi Vert no 5 : Le royaume                                                                                            | Denis Lapière - Paul-Loup Sulitzer  | Gilles Mezzomo                        |              | Dupuis                  |
| juin      | Les Zappeurs no 3 : Zappeur et sans reproche                                                                             | Serge Ernst                         | Serge Ernst                           |              | Dupuis                  |
| juin      | Monsieur Noir (2) | Jean Dufaux                         | Griffo                                |              | Dupuis - Aire libre     |
| juillet   | Boîte de vitesses et viande en boîte                                                                                     | Jochen Gerner                       | Jochen Gerner                         |              | L'Association           |
| juillet   | Cubitus no 32 : Mon chien quotidien                                                                                      | Dupa                                | Dupa                                  |              | Le Lombard              |
| juillet   | Jeannette Pointu no 10 : Casque bleu                                                                                     | Marc Wasterlain                     | Marc Wasterlain                       |              | Dupuis                  |
| juillet   | Jérôme K. Jérôme Bloche no 10 : Un bébé en cavale                                                                        | Alain Dodier                        | Makyo                                 |              | Dupuis                  |
| août      | La Caste des Méta-Barons : no 3 : Aghnar le bisaïeul                                                                     | Alejandro Jodorowsky                | Juan Giménez                          |              | Les Humanoïdes Associés |
| août      | Lucky Luke no 64 : Belle Star                                                                                            | Xavier Fauche                       | Morris                                |              | Lucky Productions       |
| août      | Alexe no 3 : Kay Siang                                                                                                   | Marcel Jaradin                      | Marcel Jaradin                        |              | Lefrancq                |
| août      | Le Vent des Dieux no 10 : Le Gherkek                                                                                     | Patrick Cothias                     | Thierry Gioux                         |              | Glénat                  |
| août      | Les 4 As no 32 : Le robot vandale                                                                                        | Georges Chaulet                     | François Craenhals - Jacques Debruyne |              | Casterman               |
| août      | L'intégrale des pieds nickelés Tome 22 : Au pays des Incas - Chez les réducteurs de tête - Et leur fusée interplanétaire | René Pellos                         | René Pellos                           |              | Vents d'Ouest           |
| août      | L'Épée de Cristal Intégrale                                                                                              | Jacky Goupil                        | Crisse                                |              | Vents d'Ouest           |
| août      | L'Épée de Cristal HS : Les Arcanes                                                                                       | Jacky Goupil                        | Crisse                                |              | Vents d'Ouest           |
| août      | Yakari no 21 : Le souffleur de nuages                                                                                    | Job                                 | Derib                                 |              | Casterman               |
| août      | Tendre Banlieue no 10 : Les yeux de Leïla                                                                                | Tito                                | Tito                                  |              | Casterman               |
| septembre | Jessica Blandy no 11 : Troubles au paradis                                                                               | Jean Dufaux                         | Renaud                                |              | Dupuis                  |
| septembre | Jimmy Boy no 5 : Le chat qui fume                                                                                        | Dominique David                     | Dominique David                       |              | Dupuis                  |
| septembre | Jimmy Tousseul no 8 : Le visage de Dieu                                                                                  | Stephen Desberg                     | Daniel Desorgher                      |              | Dupuis                  |
| septembre | Gorn no 4 : Le Sang du ciel                                                                                              | Tiburce Oger                        | Tiburce Oger                          |              | Vents d'Ouest           |
| septembre | Dampierre no 5 : Le cortège maudit                                                                                       | Yves Swolfs                         | Pierre Legein                         |              | Glénat                  |
| septembre | Biggles no 7 : Le dernier Zeppelin                                                                                       | Michel Oleffe                       | Éric Loutte                           |              | Lefrancq                |
| septembre | La teigne no 3 : L'Archange                                                                                              | Téhy                                |                                       |              | Vents d'Ouest           |
| septembre | ElfQuest : Le Pays des elfes no 20 : L'Issue de la quête                                                                 | Richard Pini                        | Richard Pini                          |              | Vents d'Ouest           |
| septembre | Les Feux d'Askell no 3 : Corail sanglant                                                                                 | Christophe Arleston                 | Jean-Louis Mourier                    |              | Soleil Productions      |
| septembre | Spirou et Fantasio no 45 : Luna Fatale                                                                                   | Tome                                | Janry                                 |              | Dupuis                  |
| septembre | Sang-de-Lune no 4 : Rouge-Vent                                                                                           | Jean Dufaux                         | Viviane Nicaise                       |              | Glénat                  |
| septembre | Pour l'Amour de l'Art no 3 : La comédie royale                                                                           | Serge Le Tendre - Pascale Rey       | Jean-Pierre Danard - François Pierre  |              | Dargaud                 |
| septembre | Reflets d'écume no 2 : Noyade                                                                                            | Ange                                | Alberto Varanda                       |              | Vents d'Ouest           |
| septembre | Mélusine no 2 : Le Bal des vampires                                                                                      | François Gilson                     | Clarke                                |              | Dupuis                  |
| octobre   | Les Maîtres de l'orge no 4 : Noël, 1932                                                                                  | Jean Van Hamme                      | Francis Vallès                        |              | Glénat                  |
| octobre   | Les Aventures de Vick et Vicky no 1 : Le Trésor des Chevrets                                                             | Jean Rolland                        | Bruno Bertin                          | Studio Vicky | Éditions P'tit Louis    |
| octobre   | Les Cités obscures HS7 : Mary la penchée                                                                                 | Benoît Peeters                      | François Schuiten                     |              | Casterman               |
| octobre   | Cédric no 9 : Parasite sur canapé                                                                                        | Raoul Cauvin                        | Laudec                                |              | Dupuis                  |
| octobre   | Adler no 5 : Black Bounty                                                                                                | René Sterne                         | René Sterne                           |              | Le Lombard              |
| octobre   | Docteur Poche no 10 : Docteur Poche et le Père Noël                                                                      | Marc Wasterlain                     | Marc Wasterlain                       |              | Casterman               |
| octobre   | Giacomo C. no 7 : Angélina                                                                                               | Jean Dufaux                         | Griffo                                |              | Glénat                  |
| octobre   | Le Chat no 6 : Ma langue au Chat                                                                                         | Philippe Geluck                     | Philippe Geluck                       |              | Casterman               |
| octobre   | Les Soleils rouges de l'Eden no 1 : Les amputés                                                                          | Hervé Poudat                        | Serge Fino                            |              | Soleil Productions      |
| octobre   | La Mémoire des arbres no 3 : Les Seins de café (1)                                                                       | Jean-Claude Servais                 | Jean-Claude Servais                   |              | Dupuis                  |
| octobre   | Mordillo no 8 : Les Amoureux                                                                                             | Guillermo Mordillo                  | Guillermo Mordillo                    |              | Vents d'Ouest           |
| octobre   | Mordillo no 9 : Les Supermen                                                                                             | Guillermo Mordillo                  | Guillermo Mordillo                    |              | Vents d'Ouest           |
| octobre   | Mordillo no 10 : Les Superwomen                                                                                          | Guillermo Mordillo                  | Guillermo Mordillo                    |              | Vents d'Ouest           |
| octobre   | Mordillo no 11 : Les Sportifs                                                                                            | Guillermo Mordillo                  | Guillermo Mordillo                    |              | Vents d'Ouest           |
| octobre   | Mordillo no 12 : Les Vacanciers                                                                                          | Guillermo Mordillo                  | Guillermo Mordillo                    |              | Vents d'Ouest           |
| octobre   | Neige no 8 : La brèche                                                                                                   | Didier Convard                      | Gine                                  |              | Glénat                  |
| octobre   | Ric Hochet no 55 : Qui a peur d'Hitchcock ?                                                                              | André-Paul Duchâteau                | Tibet                                 |              | Le Lombard              |
| octobre   | Santiag no 4 : De l'autre côté du Rio                                                                                    | Jean Dufaux                         | Renaud                                |              | Glénat                  |
| octobre   | Sarajevo-Tango One shot                                                                                                  | Hermann Huppen                      | Hermann Huppen                        |              | Dupuis - Aire libre     |
| octobre   | Soleil cou coupé One shot                                                                                                | Bertois                             | Lax                                   |              | Dupuis - Aire libre     |
| octobre   | Théodore Poussin no 9 : La Terrasse des Audiences (1)                                                                    | Frank Le Gall                       | Frank Le Gall                         |              | Dupuis                  |
| octobre   | Timon des Blés no 8 : "Le p'tit roi"                                                                                     | Daniel Bardet                       | Élie Klimos                           |              | Glénat                  |
| novembre  | Léo Loden no 7 : Propergol sur le Capitole                                                                               | Christophe Arleston                 | Serge Carrère                         |              | Glénat                  |
| novembre  | Léonard no 25 : D'où viens-tu, génie ?                                                                                   | Bob de Groot                        | Turk                                  |              | Appro                   |
| novembre  | Le Boche no 6 : Nuit de Chine...                                                                                         | Éric Stalner                        | Daniel Bardet                         |              | Glénat                  |
| novembre  | L'Agent 212 no 17 : Poulet sans selle                                                                                    | Raoul Cauvin                        | Daniel Kox                            |              | Dupuis                  |
| novembre  | Le Prince de la nuit no 2 : La lettre de l'inquisiteur                                                                   | Yves Swolfs                         | Yves Swolfs                           |              | Glénat                  |
| novembre  | Le Scrameustache no 27 : Les naufragés du Chastang                                                                       | Gos                                 | Gos                                   |              | Dupuis                  |
| novembre  | Les Pieds dedans no 3 : Dans la dentelle                                                                                 | Pascal Rabaté                       | Pascal Rabaté                         |              | Vents d'Ouest           |
| novembre  | L'intégrale des pieds nickelés Tome 23 : Détectives privés - En Angleterre - Chercheurs d'or                             | René Pellos                         | René Pellos                           |              | Vents d'Ouest           |
| novembre  | Les Psy no 3 : Je vous écoute !                                                                                          | Raoul Cauvin                        | Bédu                                  |              | Dupuis                  |
| novembre  | Soda no 7 : Lève-toi et meurs                                                                                            | Tome                                | Bruno Gazzotti                        |              | Dupuis                  |
| novembre  | Xoco no 2 : Notre seigneur l'écorché                                                                                     | Thomas Mosdi                        | Olivier Ledroit                       |              | Vents d'Ouest           |
| novembre  | Cœur brûlé no 3 : La robe noire                                                                                          | Patrick Cothias                     | Michel Méral                          |              | Glénat                  |
| novembre  | Blueberry no 24 : Mister Blueberry                                                                                       | Jean-Michel Charlier                | Jean Giraud                           |              | Dargaud                 |
| novembre  | Balade au bout du monde no 8 : Maharani                                                                                  | Makyo                               | Éric Hérenguel                        |              | Glénat                  |
| novembre  | Jojo no 7 : Mamy se défend                                                                                               | André Geerts                        | André Geerts                          |              | Dupuis                  |
| novembre  | Jim et ses copains no 2 : Tout ce qui fait râââler les nanas                                                             | Jim                                 | Fredman                               |              | Vents d'Ouest           |
| novembre  | Toupet no 7 : Toupet terrasse l'adversaire                                                                               | Christian Godard                    | Albert Blesteau                       |              | Dupuis                  |
| décembre  | Boule et Bill no 24 : Bwouf Allo Bill?                                                                                   | Jean Roba                           | Jean Roba                             |              | Dargaud                 |
| décembre  | Oknam no 4 : Grain de sable                                                                                              | Pascal Renard                       | Benoît Roels                          |              | Dargaud                 |
| décembre  | Calvin et Hobbes no 11 : Chou bi dou wouah                                                                               | Bill Watterson                      | Bill Watterson                        |              | Hors Collection         |
| décembre  | Tif et Tondu no 43 : Les vieilles dames aux cent maisons                                                                 | Denis Lapière                       | Alain Sikorski                        |              | Dupuis                  |
| décembre  | Les Innommables no 5 : Au lotus pourpre                                                                                  | Yann                                | Didier Conrad                         |              | Dargaud                 |

### Comics
| Sortie | Titre       | Scénariste | Dessinateur | Coloriste | Éditeur |
| ------ | ----------- | ---------- | ----------- | --------- | ------- |
| ?      | à compléter |            |             |           |         |
| ?      | …           |            |             |           |         |

### Mangas
| Sortie | Titre       | Scénariste | Dessinateur | Coloriste | Éditeur |
| ------ | ----------- | ---------- | ----------- | --------- | ------- |
| ?      | à compléter |            |             |           |         |
| ?      | …           |            |             |           |         |

## Décès
- Bernard Duc
- 23 février : Don Heck, dessinateur de comics
- 29 mars : Mort Meskin, dessinateur de comics
- 1er août : Noël Gloesner
- 20 août : Hugo Pratt (Corto Maltese), né en 1927.
- 5 décembre : L. B. Cole, auteur de comics
- 30 décembre : Nestor Redondo, dessinateur de comics
- Décès de Hugh Morren, auteur de bande dessinée britannique.